# Schloss Anif

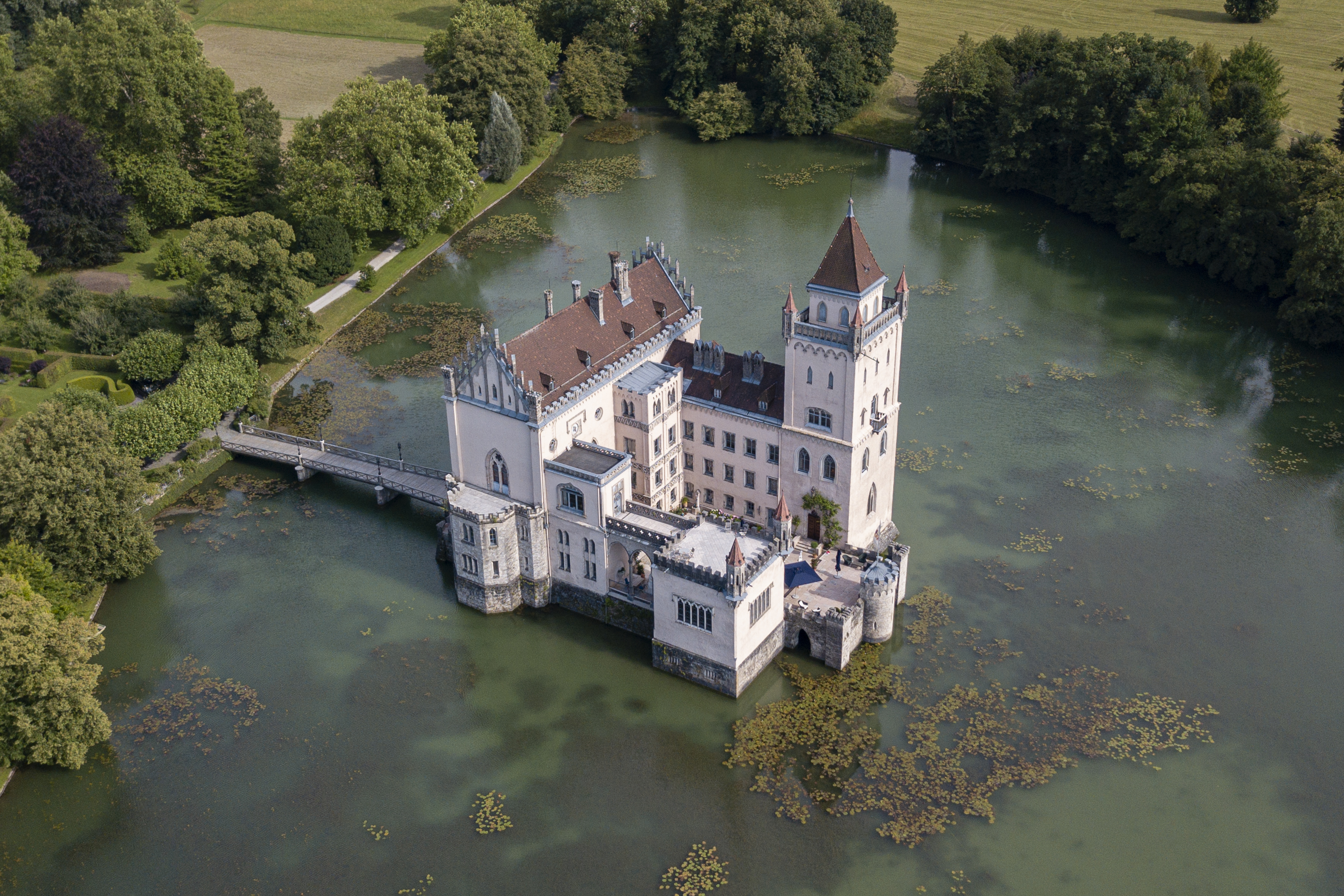
Schloss Anif

Das Wasserschloss Anif steht an einem künstlich angelegten Weiher in der gleichnamigen österreichischen Gemeinde Anif am südlichen Stadtrand von Salzburg. Es gehört mit Burg Kreuzenstein und Schloss Grafenegg bei Krems zu den bedeutendsten Schlossbauten des romantischen Historismus in Österreich.

## Geschichte

### Mittelalter und frühe Neuzeit
Seine genaue Entstehungszeit kann nicht mehr genau datiert werden. 1218 werden in der Urkunde "de Anive" zwei Brüder genannt, die eine Verschreibung an die Domherren ausstellen, 1252 wird ein Rudolf de Anive als Zeuge bei einem Vertrag genannt. Wahrscheinlich handelt es sich bei diesen Personen um Adelige, welche die Burg Anif besaßen. Schon im Mittelalter gehört Anif jedenfalls zum Besitz der Salzburger Erzbischöfe. 1318 wird erstmals ein Amtmann für Anif und Guetrat genannt, der vielleicht schon seinen Sitz im Haus "am oberen Weyr" hatte. Seit dem Spätmittelalter jedenfalls befand sich dieser Sitz sicher in der mittelalterlichen Wasserburg Anif. Eine Urkunde von etwa 1520 besagt, dass zu jener Zeit schon der Kern des Schlosses ein Schlosses am Oberweiher gestanden hat. Sein Besitzer war der damalige Urbaramtmann Lienhart Praunecker.
Ab 1530 wird das Wasserschloss regelmäßig als Lehen des jeweiligen Erzbischofs von Salzburg vergeben. 1693 gelangte es auf diese Weise nach einer Renovierung durch Johann Ernst Graf von Thun an die Bischöfe von Chiemsee, die es nachfolgend bis 1806 als Sommersitz nutzten. Der letzte von ihnen, Sigmund Christoph von Waldburg zu Zeil und Trauchburg, legte den bedeutenden englischen Park des Schlosses an.
Das Schloss bestand im 18. Jahrhundert ähnlich Schloss Freisaal aus einem hoch aufragenden äußerlich schlichten rechteckigen Hauptschloss mit (einschließlich Kellergeschoß) fünf Stockwerken und einem Krüppelwalmdach. Im Süden schlossen sich daran niedrige Nebengebäude an. Bei dem Hauptschloss, bzw. dem älteren Wohnturm, dürfte die westliche Hälfte mit ihren stärkeren Mauern älter als die östliche Hälfte sein. Vom Schloss wies in der Neuzeit eine Allee in Richtung zum Schloss Goldenstein und verband so auch von Süden hier das Schloss Anif mit dem Landschaftsgarten Hellbrunn und dessen landschaftsarchitektonischen Achsen. 1530 war Dr. Nikolaus Ribeisen Kanzler des Erzbischofs Matthäus Lang und auch Rat von Kaiser Karl V. In den Adelsstand erhoben, zählte zu seinen Besitzungen nicht zuletzt auch Schloss Goldenstein. Ribeisen vergrößerte den Weiher des Schlosses und erneuerte auch das Schloss Anif.

### Nach dem Ende des Erzstifts Salzburg
Als das Fürsterzbistum Salzburg im Dezember 1806 und danach wieder im Jahr 1816 an das Kaisertum Österreich fiel, kamen Schloss und Weiher entsprechend in österreichischen Staatsbesitz (Staatsärar). Zwar wurde es fortan verpachtet, doch die jeweiligen Nutzer nahmen keine nennenswerten Umbau- oder Erhaltungsmaßnahmen vor.

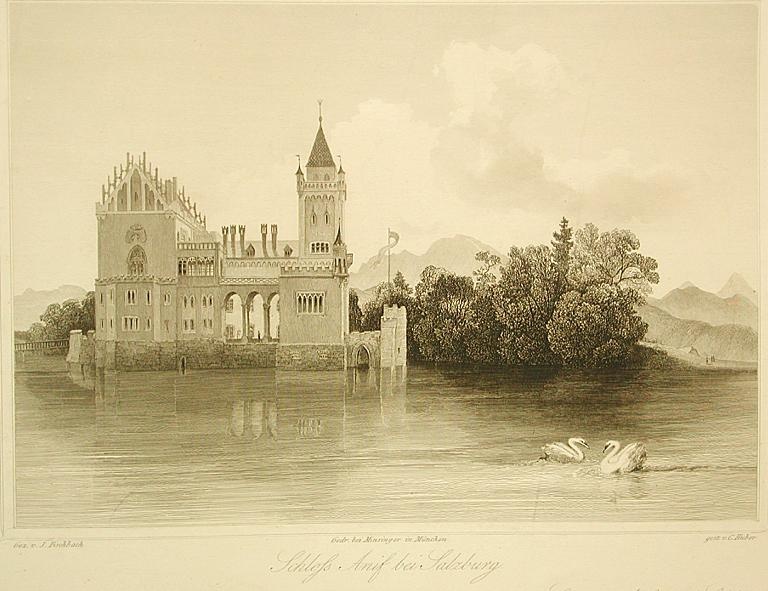
Schloss Anif im Jahr 1852, Stahlstich von Johann Fischbach

Dies änderte sich, als der Besitz 1837 an Graf Aloys von Arco-Stepperg (1808–1891) verkauft wurde, einen Urenkel von Kaiserin Maria-Theresia. Er ließ das Schloss zwischen 1838 und 1848 nach Vorbild der englischen Tudorschlösser im neugotisch romantisierenden Stil umgestalten und ausschmücken. Es erhielt damals den Turm, weitere Türmchen und Zinnenmauern. Der Südbau wurde um ein Stockwerk erhöht. Damit verlieh er ihm sein heutiges Aussehen. Bis zu jenem Zeitpunkt hatte das Schloss lediglich aus einem schlichten vierstöckigen Wohnhaus und einem zweistöckigen Verbindungsbau zu einer Kapelle bestanden.
Nach dem Tod des Grafen fiel der Besitz 1891 über seine Erbtochter Sophie, die mit dem Grafen Ernst von Moy de Sons verheiratet war, an dieses ursprünglich französische, infolge der Französischen Revolution nach Bayern gekommene Adelsgeschlecht.
1918 rückte die Schlossanlage in das Bewusstsein der Öffentlichkeit, als König Ludwig III. von Bayern mitsamt seiner Familie und Gefolge vor der Novemberrevolution dorthin flüchtete. Mit der Anifer Erklärung vom 12./13. November 1918 verweigerte Ludwig III. zwar seine Abdankung, entband jedoch die bayerischen Beamten, Soldaten und Offiziere von ihrem Eid, da er nicht mehr in der Lage wäre, die Regierung weiterzuführen.
Während des Zweiten Weltkriegs waren im Schloss deutsche Wehrmachtseinheiten untergebracht, denen 1945 amerikanische Truppen folgten.

### Nachkriegszeit

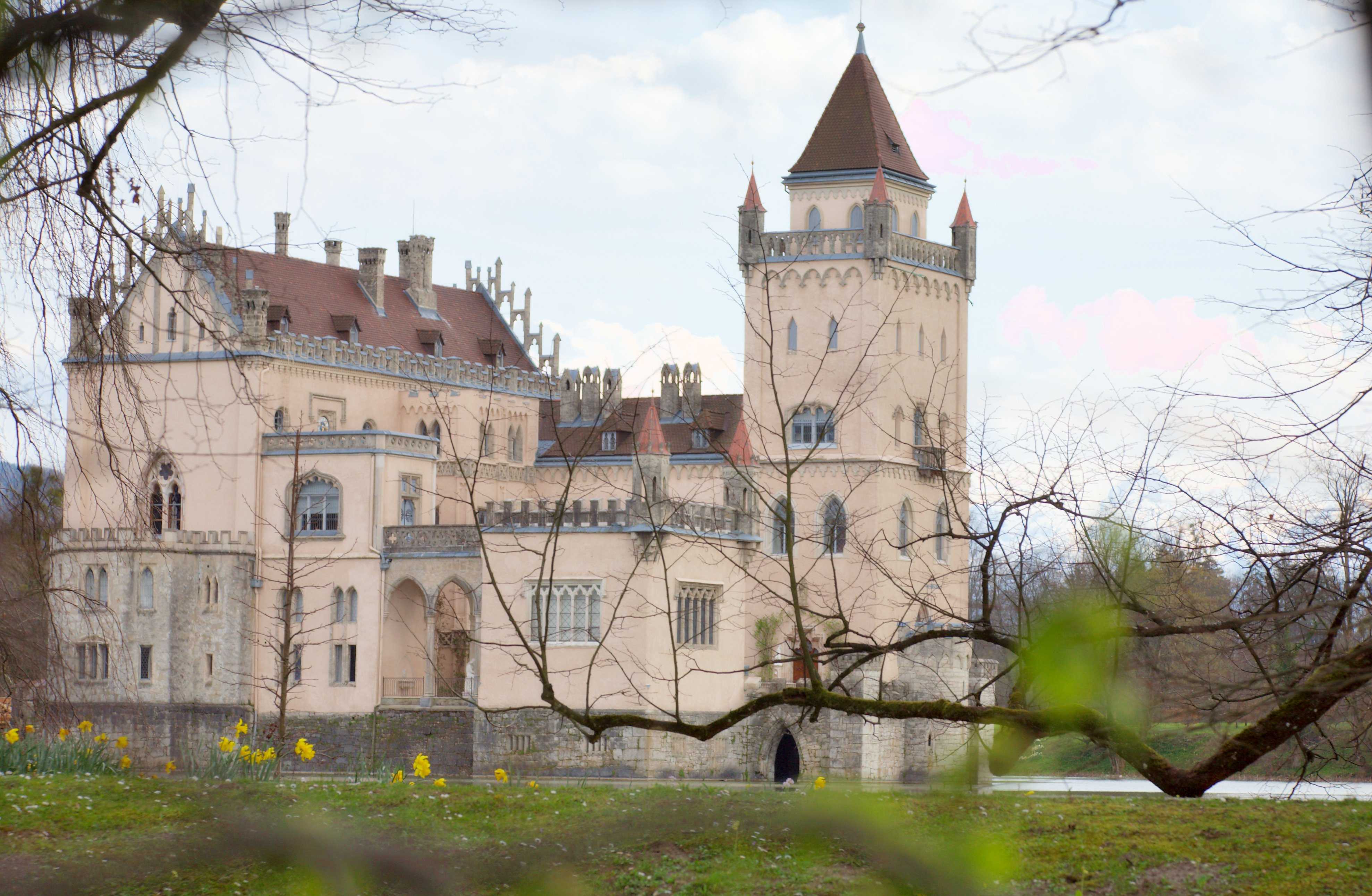

Schloss Anif diente 1962 als Filmkulisse für Pater Brown – Er kann’s nicht lassen mit Heinz Rühmann, sowie 1965 für Das große Rennen rund um die Welt mit Tony Curtis, Jack Lemmon und Natalie Wood. 1965 war das Schloss auch Kulisse für den Film The Sound of Music und ist so Teil der Sound-of-Music-Tour. Im Jahr 1974 wurde ein Teil von Frederick Forsyths Die Akte Odessa im Wasserschloss verfilmt. Jon Voight spielt darin die Hauptrolle und trifft im Schloss seinen Gegenspieler, gespielt von Maximilian Schell. 1976 war das Schloss wieder einmal Drehort, diesmal für die britische Verfilmung der Aschenputtel-Geschichte The Slipper and  the Rose mit Richard Chamberlain und Gemma Craven. 1979 entstanden hier einige Szenen von Der Gefangene von Zenda mit Peter Sellers. In der deutschen TV-Serie Kir Royal (1986) ist das Schloss in der Folge „Karriere“ von außen und innen sowie in der US-Serie Agentin mit Herz in der Folge „Das Geisterschloss“ kurz von außen zu sehen. Auch die Episode „Ein Sarg nach Leech“" der Klamauk-Serie Zwei himmlische Töchter wurde hier gedreht.
Im Oktober 2001 gerieten das Schloss und sein Besitzer Johannes Moy de Sons in die Schlagzeilen, als sich herausstellte, dass ein Teil der Einrichtung, die mitsamt dem Schlossgebäude 1943 als Ensemble unter Denkmalschutz gestellt worden war, bei Sotheby’s in Amsterdam zum Kauf angeboten wurden. Einige Stücke konnten nach Österreich zurückgeführt werden und sind nun zu Teilen im Salzburg Museum zu besichtigen.

### Heutige Nutzung
Das Schloss Anif ist auch heute noch im privaten Besitz der Familie Moy, die es in den Jahren von 1995 bis 2000 grundlegend renovieren ließ. Es kann von innen nicht besichtigt werden.

## Schlosspark
Der Schlosspark wurde um 1800 unter Fürsterzbischof Christof Graf Waldburg-Zeil-Trauchburg vom Salzburger Hofgärtner Strobl angelegt. Es ist ein Landschaftsgarten der Frühromantik, der bis heute weitgehend im Originalkonzept erhalten ist.
Der Park gehört zu den bedeutendsten gartenarchitektonischen Denkmalen Österreichs und steht unter Denkmalschutz (Nr. 41 im Anhang zu § 1 Abs. 12 DMSG). Er ist zweimal im Jahr teilweise öffentlich zugänglich: zu Fronleichnam für die kirchliche Prozession und am 8. Dezember für das abendliche Turmblasen der Anifer Bläser.
Die Gesamtanlage Schloss Anif liegt im Landschaftsschutzgebiet Salzburg-Süd (LSG 52, 1147 ha). Sie bildet auch einen Bestandteil des Grüngürtels für den Salzburger Ballungsraum.